# Тони Кукоч
Тони Кукоч (Сплит, 18. септембар 1968) је бивши југословенски и хрватски кошаркаш.

## Клупска каријера

### Европа
Тони Кукоч је каријеру почео у сплитској Југопластици, за чији је први тим дебитовао 1985. године. У овом клубу је остао до 1991. године и у том периоду је три пута за редом освајао титулу европског клупског првака (1989, 1990, 1991). У сезонама 1989/90. и 1990/91. је проглашен и за најкориснијег играча Фајнал фора Евролиге. Поред трофеја на европској сцени Кукоч је имао успеха и у домаћим такмичењима у дресу Југопластике, освојивши четири Првенства и два Купа Југославије.
Кукоч 1991. године одлази из Сплита и потписује за Бенетон из Тревиза. Ту проводи наредне две сезоне играјући под тренером Петром Скансијем и помаже клубу да освоји Првенство и Куп Италије, што су уједно и били први трофеји у клупској историји. У другој је сезони свој тим одвео у финале Евролиге где су поражени од француског Лиможа, а Тони је по трећи пут у каријери проглашен за МВП-а фајнал фора и тако је постао први играч који је добио ту награду а да није из редова освајача.

### НБА
На НБА драфту 1990. године је изабран као 29. пик од стране Чикаго булса, али је наставио да игра у Европи до 1993, када су Булси освојили своју трећу узастопну титулу и након што се Мајкл Џордан први пут повукао.
Кукоч је у првој сезони улазио у игру као замена Скотију Пипену и Хорасу Гренту. Имао је солидну дебитанстску сезону, с двоцифреним просеком постигнутих кошева. Након одласка Гранта на крају сезоне, Кукоч је постао стандардни члан почетне петорке. Те је сезоне други стрелац, други скакач и други асистент тима, иза Пипена. У сезони 1995/96. вратио се Џордан, а Булси су довели и центра Дениса Родмана. У таквој ситуацији тренер Фил Џексон је преселио Кукоча на клупу. Кукоч је био трећи стрелац екипе (иза Џордана и Пипена) и због својих заслуга је проглашен за најбољег шестог играча те сезоне. Чикаго је те сезоне освојио своју четврту титулу и поставио рекорд у односу победа и пораза од 72-10.
Године 1997. и 1998. Кукоч је још увек улазио са клупе као шести играч, док су Булси освојили своју пету и шесту титулу. Опет, Кукоч је био трећи стрелац тима. Након локаута и одлазака Џексона, Џордана и Пипена 1999, екипа је била у преустроју. Кукоч је те сезоне био први стрелац, скакач и асистент Булса у, због локаута, скраћеној сезони 1998/99. Током сезоне 1999/00. Кукоч је послат у Филаделфија севентисиксерсе, где је након кратког времена поновно трејдован, овај пут у Атланта хоксе. Након кратког времена у Атланти, Кукоч је коначно завршио у Милвоки баксима, где је играо до завршетка сезоне 2005/06.

### Повлачење
Кукоч је 12. септембра 2006. наговестио да ће се повући из професионалне кошарке ако не потпише нови уговор са Милвоки баксима или Чикаго булсима за сезону 2006/07. Иако су бројни клубови показали интерес за Кукоча, он је изразио своју жељу да живи близу својој кући у Хајланд Парку у Илиноису.
Након неуспелих преговора са Чикаго булсима, Кукоч је објавио своје повлачење из кошарке 31. октобра 2006. у својој 38. години.

## Репрезентација
Своје репрезентативне успехе у дресу Југославије Кукоч почиње 1985. године када је освојио Европско кадетско првенство. У наредне две године осваја још две златне медаље на јуниорском европском и светском првенству на којима је добио награду за најбољег играча турнира, а посебно се памти финале Светског првенства 1987. године у италијанском Бормију када је Американцима убацио 11 тројки уз само једну промашену. Исте 1987. године је са сениорском репрезентацијом Југославије, за коју је дебитовао годину дана раније, освојио бронзану медаљу на Европском првенству у Атини. Уследила је сребрна медаља на Олимпијским играма 1988. у Сеулу, након чега је освојио три узастопне златне медаље на великим такмичењима. Прво злато је било на Европском првенству 1989. године у Загребу, па на Светском првенству 1990. године у Буенос Ајресу и на крају на Европском првенству 1991. године у Риму. На Светском првенству 1990. и на Европском првенству 1991. је проглашен за најкориснијег играча турнира.
Након распада распада СФРЈ, Кукоч наставља да игра за репрезентацију Хрватске. Са њима је освојио сребрну медаљу на Олимпијским играма 1992. године у Барселони и две бронзане медаље са Светског првенства 1994. године у Канади и Европског првенства 1995. године у Атини. Са Хрватском је играо и на Олимпијским играма 1996. године у Атланти (7. место) и на Европском првенству 1999. године у Француској (11. место).

## Успеси

### Клупски
- Југопластика Сплит:
  - Евролига (3): 1988/89, 1989/90, 1990/91.
  - Првенство Југославије (4): 1987/88, 1988/89, 1989/90, 1990/91.
  - Куп Југославије (2): 1989/90, 1990/91.
- Тревизо:
  - Првенство Италије (1): 1991/92.
  - Куп Италије (1): 1992/93.
- Чикаго булси:
  - НБА (3): 1995/96, 1996/97, 1997/98.

### Појединачни
- Идеални тим новајлија НБА — друга постава: 1993/94.
- Шести играч године НБА (1): 1995/96.
- Најкориснији играч Фајнал фора Евролиге (3): 1989/90, 1990/91. 1992/93.
- Најкориснији играч Светског првенства (1): 1990.
- Најкориснији играч Европског првенства (1): 1991.
- Најкориснији играч Европског првенства до 18 година : 1986.
- Најкориснији играч Светског првенства до 19 година : 1987.
- Евроскар (5): 1990, 1991, 1994, 1996, 1998.
- Мистер Еуропа (4): 1990, 1991, 1992, 1996.
- 50 особа које су највише допринеле Евролиги : 2008.
- Кућа славних ФИБА : 2017.

### Репрезентативни
СФР Југославија
- Европско првенство до 16 година:  1985.
- Европско првенство до 18 година:  1986.
- Светско првенство до 19 година:  1987.
- Европско првенство:  1987.
- Летње олимпијске игре:  1988.
- Европско првенство:  1989.
- Светско првенство:  1990.
- Европско првенство:  1991.

Хрватска
- Летње олимпијске игре:  1992.
- Светско првенство:  1994.
- Европско првенство:  1995.